# Geoffrey Keezer
Geoffrey „Geoff“ Keezer (* 20. November 1970 in Eau Claire, Wisconsin) ist ein US-amerikanischer Jazzpianist und -komponist, der mehrfach für den Grammy nominiert wurde und 2023 damit ausgezeichnet.

## Biographie
Keezer ist ein Kind von Musikern und Musikpädagogen und wurde Art Blakey von James Williams bereits mit 17 Jahren als Pianist für dessen Jazz Messengers vorgeschlagen; er fungierte zwischen 1988 und 1990 als letzter Pianist der Formation. Darüber sagt er: „Er (Blakey) hat eine Art deinen Klang aufzuschließen, egal was für ein Instrument du spielst. Er war dreimal so alt wie ich, aber es war schwer, mit ihm mitzuhalten.“ Danach spielte er live und nahm mit Art Farmer und anderen auf. Für Roy Hargrove komponierte er Proclamation und hat eigene Alben eingespielt. Er ist jüngstes Mitglied des Contemporary Piano Ensembles.
In seinen Mittzwanzigern spielte Keezer mit Größen wie Ray Brown, Benny Golson und Joshua Redman; außerdem begleitete die Sängerinnen Diana Krall und Dianne Reeves. Er arbeitete des Weiteren mit Sting, Wayne Shorter und Gitarrist Jim Hall. Er tourte mit David Sanborn, Chris Botti, Joe Locke und Christian McBride; mit Denise Donatelli erhielt er zwei Grammy-Nominierungen. Sein Album Áurea wurde 2010 in der Kategorie Grammy Award for Best Latin Jazz Album nominiert. Bei den Grammy Awards 2023 wurde Geoffrey Keezer für seine Komposition „Refuge“ (auf Keezers Album Playdate) in der Kategorie Beste Instrumental-Komposition ausgezeichnet.
Zu hören ist Keezer u. a. auch auf Steve Davis’ Album Bluesthetic (2022).

## Musik
Keezer hat bei Blakey einen härteren, jugendlich steifen Klang, die Technik der zweihändig parallel geführten Oktaven in der Art Phineas Newborns, als Muss für noch junge Pianisten von James Williams eingeführt. Im Solo- oder Triospiel gelingt ihm ein voller, teils ruppiger Klavierklang. Er benutzt Newborns Solotechnik und spielt Timmons’ Moaning dem Komponisten ebenbürtig und schwer, mit rhythmisch lustigen Einschüben mit Blakey zusammen, doppelthändigem parallelstimmig geführtem Stil, in doppeltes Tempo fallender Rhapsodik und gutem Bluesgefühl. Als Begleiter hat er ein akzentuiertes leichtes Spiel.
Im September/Oktober 2005 tourte er mit Lizz Wright und David Sanborn durch Deutschland. Die Sängerin Lizz Wright begleitete er unaufdringlich, in der Band des Saxophonisten David Sanborn lieferte er sich lustige Duelle mit dem Schlagzeuger.
Er wendete sich mit lyrischen Melodien, komplexen Rhythmen und Harmonien der Erneuerung des Jazzpianos zu und integriert ethnische Rhythmen.

## Diskographische Hinweise
- Mit Art Blakeys Jazz Messengers 1988–90.
- The Art of Jazz, aufgenommen 1989, In + Out Records. ZDF Geburtstagsparty für Blakey mit seinen Oldsters
- Here and Now, 1990 Blue Note. Quartett mit Steve Nelson, Billy Higgins zusätzlich Donald Harrison und Eigenkompositionen
- Áurea, 2009 ArtistShare
- Heart of the Piano, 2013 Motéma Music